# Hurtsboro
Hurtsboro è un comune degli Stati Uniti d'America situato nella contea di Russell dello Stato dell'Alabama.